# Punkt eksponowany
Punkt eksponowany – punkt {\displaystyle x_{0}} domkniętego podzbioru wypukłego {\displaystyle K} przestrzeni liniowo-topologicznej {\displaystyle X} o tej własności, że istnieje ciągły funkcjonał liniowy {\displaystyle f\in X^{*},} który jest ograniczony z góry na {\displaystyle K,} tj.
{\displaystyle \sup _{x\in K}\mathrm {Re} \,\langle f,x\rangle <\infty ,}
oraz {\displaystyle x_{0}} jest jedynym takim punktem w {\displaystyle K,} że:
{\displaystyle \sup _{x\in K}\mathrm {Re} \,\langle f,x\rangle =\mathrm {Re} \,\langle f,x_{0}\rangle ,}
tj. {\displaystyle x_{0}} jest jedynym punktem {\displaystyle K} w którym (część rzeczywista) {\displaystyle f} osiąga swoje maksimum na {\displaystyle K.}
Innymi słowy, punkt {\displaystyle x_{0}} jest eksponowany, gdy istnieje taka hiperpłaszczyzna podpierająca {\displaystyle H} zbioru {\displaystyle K,} że:
{\displaystyle H\cap K=\{x_{0}\}.}
Zbiór punktów eksponowanych danego zbioru wypukłego {\displaystyle K} oznaczany bywa symbolem {\displaystyle \exp K.}
Pojęcie zostało wprowadzone w 1935 roku przez Stefana Straszewicza.

## Związek z punktami ekstremalnymi

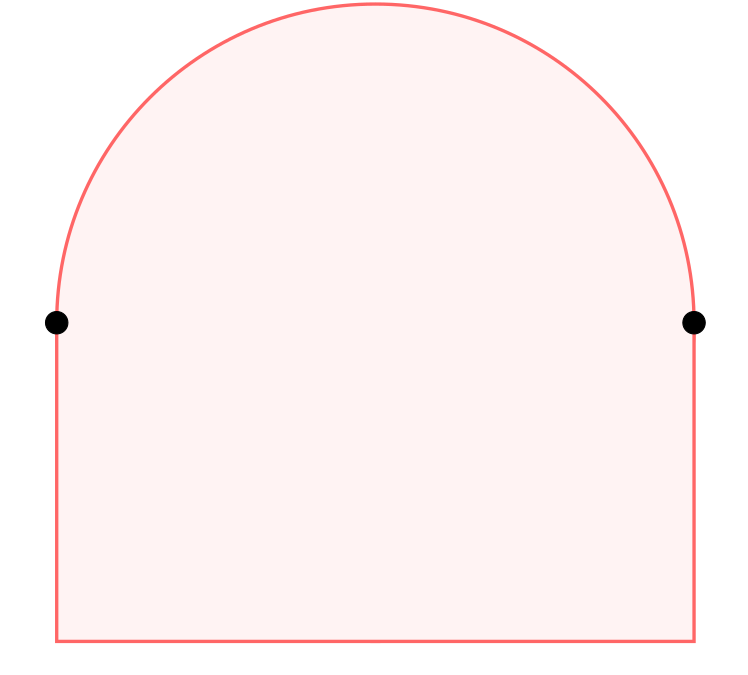
Zbiór wypukły (kolor czerwony) wraz z zaznaczonymi punktami ekstremalnymi, które nie są eksponowane

Niech {\displaystyle K} będzie domkniętym i wypukłym podzbiorem przestrzeni liniowo-topologicznej. Każdy punkt eksponowany zbioru {\displaystyle K} jest również punktem ekstremalnym. Przeciwna implikacja nie zachodzi nawet na płaszczyźnie. Istotnie, niech {\displaystyle K} będzie sumą prostokąta {\displaystyle [-1,1]\times [-1,0]} oraz domkniętego koła o środku w zerze i promieniu 1. Wówczas punkty {\displaystyle (-1,0),(1,0)} są ekstremalne, ale nie są eksponowane, gdyż (jedyne) hiperpłaszczyzny podpierające zawierające te punkty zawierają także odpowiednie boki prostokąta {\displaystyle [-1,1]\times [-1,0]} (zob. grafika obok). W skończonych wymiarach, każdy punkt ekstremalny zwartego zbioru wypukłego {\displaystyle K} w przestrzeni euklidesowej jest granicą ciągu punktów eksponowanych (twierdzenie Straszewicza). W szczególności,
{\displaystyle K={\overline {\mathrm {conv} }}\,\exp \,K.}

## Punkty mocno eksponowane
Niech {\displaystyle K} będzie domkniętym i wypukłym podzbiorem przestrzeni liniowo-topologicznej. Punkt {\displaystyle x_{0}\in X} jest mocno eksponowany, gdy istnieje taki funkcjonał {\displaystyle f\in X^{*},} że dla każdego ciągu {\displaystyle (x_{n})} elementów {\displaystyle K,} jeżeli
{\displaystyle \mathrm {Re} \,\langle f,x_{n}\rangle \to \sup _{x\in K}\mathrm {Re} \,\langle f,x\rangle ,}
to {\displaystyle x_{n}\to x_{0}.}
Zbiór punktów mocno eksponowanych zbioru {\displaystyle K} oznaczany bywa symbolem {\displaystyle \operatorname {stexp} K.}
Każdy punkt mocno eksponowany jest eksponowany. W przypadku, gdy zbiór {\displaystyle K} jest dodatkowo zwarty, to każdy punkt eksponowany jest też mocno eksponowany. Każdy punkt ekstremalny kuli jednostkowej przestrzeni ℓ∞ jest *-słabo eksponowany, tj. funkcjonał {\displaystyle f} można dobrać z przestrzeni ℓ1. Lindenstrauss i Phelps wykazali, że w każdej ośrodkowej przestrzeni refleksywnej da się wprowadzić normę równoważną, której kula jednostkowa ma co najwyżej przeliczalnie wiele punktów mocno eksponowanych

### Punkty mocno eksponowane słabo zwartych zbiorów wypukłych
Niech {\displaystyle X} będzie przestrzenią Banacha oraz niech {\displaystyle K} będzie wypukłym i słabo zwartym podzbiorem {\displaystyle X.} Lindenstrauss, a także Troyanski, udowodnili, że
{\displaystyle K={\overline {\mathrm {conv} }}\,\mathrm {stexp} \,K.}
Lau wykazał, że zbiór tych funkcjonałów {\displaystyle f\in X^{*},} które świadczą o tym, że dany podzbiór słabo zwartego zbioru wypukłego jest mocno eksponowany jest typu Gδ.